# Marc Botenga
Marc Johan Botenga (Brussel, 29 december 1980) is een Belgisch politicus voor de marxistische partij PVDA-PTB. Hij werd in 2019 gekozen als het eerste Europees Parlementslid namens de partij.

## Biografie
Botenga werd geboren in Brussel. Zijn ouders waren beide taalleerkracht. Botenga is meertalig en spreekt behalve Frans en Nederlands ook Italiaans, Engels en Duits. Hij begon als tiener met activisme door betogingen tegen dierenmishandeling en raakte zo in aanraking met de jongerenwerking van de Partij van de Arbeid. Botenga studeerde rechten te Brussel.
Na verschillende jobs werd Botenga in 2012 werkzaam bij de ngo Geneeskunde voor de Derde Wereld. Ook schreef hij opiniestukken in het partijblad Solidair en werd hij in 2016 politiek adviseur van de GUE/NGL-fractie in het Europees Parlement.

### Europees Parlement
In mei 2019 was Botenga lijsttrekker van de Franstalige PVDA-kieslijst voor de Europese Parlementsverkiezingen. Voor het eerst haalde de partij de kiesdrempel in Franstalig België. Botenga ontving 68.033 voorkeurstemmen en zetelde in de legislatuur 2019-2024 als enige Belgische parlementslid in de GUE/NGL-fractie. Botenga was de eerste PVDA'er in het Europees Parlement en de eerste Belgische Europarlementariër ooit in de uiterst linkse fractie. Hij werd lid van de commissie industrie, onderzoek en energie en nam als plaatsvervangend lid zitting in de commissie werkgelegenheid en sociale zaken en vanaf 2022 ook in de commissie buitenlandse zaken.
Na de Russische invasie van Oekraïne in 2022 nam Botenga deel aan acties en betogingen voor vrede, veroordeelde hij de invasie en riep hij op om tot diplomatieke oplossingen te komen. Op 24 november 2022 stemde hij tegen een resolutie die Rusland erkende als staatssponsor van terrorisme.
Bij de Europese verkiezingen van juni 2024 was Botenga opnieuw PVDA-lijsttrekker in het Frans kiescollege. De lijst haalde 0,79 procent méér stemmen en Botenga werd herkozen met 87.263 voorkeursstemmen. Vanuit het Nederlands kiescollege werd partijgenoot Rudi Kennes gekozen.

## Overzicht verkiezingsdeelnames
| Verkiezing                      | Kieskring         | Datum       | Lijst | Lijst | Plaats op lijst | Voorkeursstemmen | Uitslag      | Partijuitslag binnen kieskring |
| ------------------------------- | ----------------- | ----------- | ----- | ----- | --------------- | ---------------- | ------------ | ------------------------------ |
| Europese Parlementsverkiezingen | Frans kiescollege | 26 mei 2019 |       | PTB   | 1e plaats       | 68.033           | 1e titularis | 14,59%                         |
| Europese Parlementsverkiezingen | Frans kiescollege | 9 juni 2024 |       | PTB   | 1e plaats       | 87.263           | 1e titularis | 15,38%                         |

- Gemeinsame Normdatei: 1248798260
- Virtual International Authority File: 20156495317217561060